# Albert Liepe
Albert August Ferdinand Liepe (ur. 19 czerwca 1860 w Poczdamie, data i miejsce śmierci nieznane) – niemiecki pisarz i publicysta.
Wykonywał zawód nauczyciela, ale w 1891 zrezygnował z tej pracy i został literatem, kierownikiem działu pedagogicznego czasopisma Deutsche Lehrerzeitung. Od 1901 do 1908 znowu pracował jako nauczyciel. Od 1917 mieszkał w Berlinie. 
Napisał następujące dzieła:
- Cornelius praeceptor mundi, 1891,
- Nathanael, 1894-1895,
- Die Hohenzollern und die Freiheit, 1898,
- Die Spinne, 1902, powieść w nurcie Ostmarkenliteratur,
- Ein deutscher Heldenknabe, 1905,
- Über die schwachsinnigen Schüler und ihre Behandlung, 1905[1].

W 1902 recenzent gazety Die Ostmark, gdzie m.in. pisał w bardzo przychylnym tonie o powieści Die Spinne. Wskazywał na pełną polotu narrację i twierdził, że dzieło to jest wartościową bronią w rękach zamieszkujących Marchię Niemców. Porównał Liepego do Adama Mickiewicza i Henryka Sienkiewicza, stwierdzając, że podobnie jak ci dwaj Polacy jest narodowo-politycznym obrońcą spraw niemieckich. Polecał książkę do biblioteki każdej niemieckiej rodziny w Marchii Wschodniej (tj. w istniejącej w latach 1848-1918 pod pruskim zaborem Prowincji Poznańskiej). Według literaturoznawcy Marii Wojtczak powieść jest natomiast zlepkiem luźnych epizodów pozbawionym większej wartości, tendencyjnym i prymitywnym w ocenie Polaków zamieszkujących Poznańskie.